# Il talento di mister Ripley
Il talento di Mr. Ripley (The Talented Mr. Ripley) è un romanzo del 1955 di Patricia Highsmith, appartenente al genere del Thriller psicologico. In questo romanzo, l'autrice introduce per la prima volta la figura di Tom Ripley che tornerà in altri quattro libri Il sepolto vivo, L'amico americano, Il ragazzo di Tom Ripley e  Ripley sott'acqua.

## Trama
Tom Ripley è un giovane che vive a New York lottando con ogni mezzo per tirare avanti, incluso una serie di piccole truffe. Un giorno viene avvicinato da un ricco industriale nautico, Herbert Greenleaf che gli chiede di recarsi in Italia, nel paesino di Mongibello (invenzione dell'autrice) sulla costiera campana, perché persuada il figlio, Dickie, a tornare in patria per occuparsi dell'industria di famiglia. Ripley accetta, esagerando la propria amicizia con Dickie, in realtà assolutamente superficiale, per conquistare la fiducia del ricco genitore. 
Appena arrivato in Italia, Ripley incontra Dickie e la sua amica Marge Sherwood; Tom riesce quasi subito a simpatizzare con Dickie, mentre con Marge s'instaura un'antipatia reciproca. Poiché Ripley e Dickie passano molto tempo insieme, Marge, innamorata di Dickie senza essere ricambiata, cerca di insinuare in lui il dubbio che Ripley sia omosessuale. Un giorno Dickie sorprende Ripley nella propria camera da letto, di fronte ad uno specchio, mentre indossa i suoi vestiti e cerca di imitarne il modo di fare e di atteggiarsi. Greenleaf resta sconvolto e da quel momento i suoi sentimenti verso Ripley mutano, iniziando a manifestare il proprio fastidio verso la continua e ossessiva presenza dell'altro. In effetti Ripley, evidentemente gay o bisessuale, ha sviluppato una passione amorosa per Dickie e per il suo stile di vita, libero e privo di problemi. 
Nonostante tutto, Dickie accetta di partire per una breve vacanza a Sanremo con Tom. Nella città ligure, Ripley capisce che Dickie sta per interrompere il rapporto e decide allora di ucciderlo e di assumerne l'identità. L'occasione si presenta durante una gita in barca, dove Ripley, provocato da Dickie che quella sarà la prima e l'ultima gita in barca insieme, tramortisce l'amico con un remo e lo getta in mare, dopo averlo zavorrato con un pesante gavitello presente sull'imbarcazione; poi, Tom affonda la barca in una baia deserta. Da questo momento Ripley assume l'identità di Dickie, incassando gli assegni che arrivano dagli Stati Uniti e comunicando a Marge l'intenzione di stare per un po' lontano da lei, stabilendosi a Roma; presentandosi a Marge come Tom, le dice che Dickie è già a Roma e gli ha chiesto di portargli i bagagli. 
Freddie Miles, un vecchio amico di Dickie, appartenente allo stesso ceto, incontra Ripley in quello che pensa essere l'appartamento di Dickie. Egli capisce che c'è qualcosa che non va, i suoi sospetti sono rafforzati da un colloquio con la portiera del palazzo che gli assicura che "il sig. Greenleaf è in casa", nonostante lui abbia potuto constatare che nell'appartamento ci sia solo Tom. Miles torna da Ripley per chiedergli spiegazioni ma Tom, che ha origliato la conversazione, lo uccide, colpendolo con un pesante busto di marmo appena rimette piede in casa. Trasporta il corpo privo di vita nei dintorni di Roma, dove lo abbandona, in modo che la polizia pensi che Freddie Miles sia stato ucciso da qualcuno che aveva voluto derubarlo.
Da questo momento Ripley inizia un audace gioco a rimpiattino con la polizia, il padre di Dickie e Marge, facendo loro credere che Dickie sia ancora vivo, inviando lettere ai genitori e alla ragazza e scambiando le identità sua e di Dickie, finché, tornato a Napoli, decide che il rischio si è fatto troppo elevato. Abbandona allora le fattezze di Dickie tornando ad essere definitivamente sé stesso e stabilendosi a Venezia. Marge, il padre di Dickie ed un detective privato, da lui ingaggiato per indagare sulla scomparsa del figlio, incontrano Ripley, che riesce a suggerire a tutti che Dickie soffrisse di depressione e che probabilmente potrebbe essersi suicidato: una prova sarebbe data dal fatto che sul passaporto di Dickie è stata distrutta e non rimossa la sua fototessera (in realtà questa manomissione è opera di Tom). Marge, nonostante la riluttanza di Tom, si stabilisce per un certo periodo nell'appartamento di costui, e qui scopre alcuni anelli appartenuti a Dickie, da cui lui non si staccava mai, e che Ripley aveva conservato ed usato considerandoli quasi un lasciapassare per entrare nel ricco mondo frequentato da Dickie. Ripley viene preso dal panico e per un lungo istante pensa di uccidere anche la ragazza che sospetta abbia compreso la verità. Ma si tranquillizza e rinuncia al suo piano omicida, quando, dopo aver raccontato a Marge che Dickie gli aveva regalato gli anelli poco prima di scomparire, lei si convince ancora di più che questa sia un'altra prova delle intenzioni suicide di Dickie.
Finalmente Ripley può intraprendere un viaggio in Grecia, da lungo sognato, sempre attanagliato dall'ansia che la polizia o il detective privato possano scoprire la verità e lo arrestino da un momento all'altro. Al suo arrivo ad Atene, invece, scopre che la famiglia Greenleaf ha accettato l'idea che Dickie sia morto e che abbia lasciato Ripley erede delle sue fortune (grazie ad un falso testamento stilato da Tom con la macchina per scrivere di Dickie).
Il libro si conclude con un Ripley ormai ricco ed apparentemente felice, ma suggerendo che egli sarà per sempre vittima della paranoia costante che i suoi delitti vengano prima o poi scoperti. In uno dei paragrafi finali, Ripley, vedendo alcuni poliziotti di pattuglia, immagina nervosamente che lo stiano cercando per arrestarlo; l'autrice lascia il suo protagonista con questo interrogativo: "Avrebbe visto poliziotti in attesa in ogni porto dove fosse sbarcato?"

## Adattamenti
- Il romanzo venne adattato per la televisione nel gennaio 1956, per un episodio della serie Westinghouse Studio One.[1]
- Delitto in pieno sole (Plein soleil) (1960), diretto da René Clément, con Alain Delon nel ruolo di Ripley e Maurice Ronet in quello di Dickie Greenleaf.
- Il talento di Mr. Ripley (The Talented Mr. Ripley) (1999), diretto da Anthony Minghella, con Matt Damon nel ruolo di Ripley e Jude Law in quello di Dickie.
- Nel 2009 la radio inglese BBC Radio 4 ha adattato tutto il ciclo di romanzi, aventi come protagonista Ripley il cui ruolo era interpretato da Ian Hart, mentre Stephen Hogan era Dickie e Barbara Barnes  Marge.[2]
- Nel 2010, il romanzo venne adattato per il teatro presso il Royal Theatre di Northampton.
- Ripley (2024), miniserie televisiva in otto episodi diretta da Steven Zaillian, con Andrew Scott nel ruolo di Tom Ripley, Dakota Fanning nel ruolo di Marge e Johnny Flynn nel ruolo di Dickie Greenleaf.